# Terre battue
 (avril 2023).
Si vous disposez d'ouvrages ou d'articles de référence ou si vous connaissez des sites web de qualité traitant du thème abordé ici, merci de compléter l'article en donnant les références utiles à sa vérifiabilité et en les liant à la section « Notes et références ».
Cet article concerne le revêtement utilisé au tennis. Pour le film sorti en 2014, voir Terre battue (film). Pour le sol des bâtiments, voir terre battue (bâtiment).

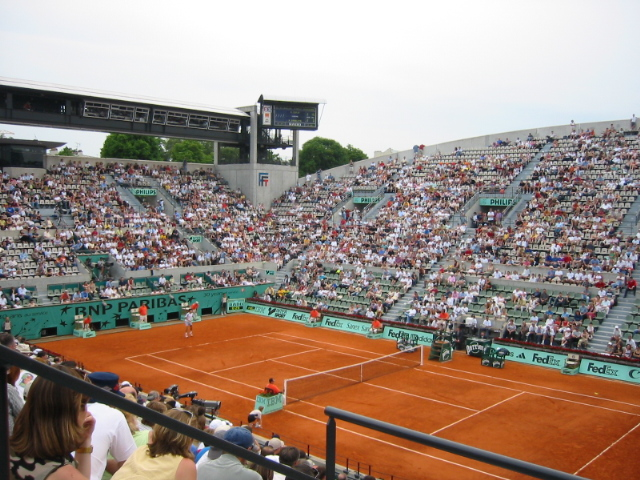
Court Suzanne Lenglen du stade Roland-Garros.

La terre battue est un revêtement en plusieurs couches utilisé essentiellement pour les courts de tennis mais aussi dans la plupart des sports se déroulant sur des terrains en terre.

## Données techniques

Un terrain de tennis en terre battue type Roland-Garros.
(1) Couche de terre battue rouge d'environ 2 mm.
(2) Couche de calcaire (craon) de 7 à 10 cm.
(3) Couche de mâchefer ou de pouzzolane de 10 à 15 cm.
(4) Couche de petits graviers d’environ 2 cm.
(5) Couche de gros cailloux (infra-cailloux) de 40 à 60 cm avec drainage incorporé.

La « terre battue », appelée « surface stabilisée de confort » par la Fédération française de tennis (FFT), est composée de plusieurs couches, essentiellement, de la plus haute à la plus basse :
- en surface, une fine couche de brique pilée (rouge) d'environ deux millimètres d'épaisseur, qui sert à glisser et à avoir un bon contraste de couleur avec les balles ;
- au cœur, une couche de calcaire spécifique, de 7 à 10 cm d'épaisseur, de granulométrie très fine (0,2[Quoi ?]), appelé « craon ». Cette couche est stabilisée au rouleau de 650 kg. C'est la couche de jeu du court de tennis en terre battue. Elle laisse passer l'eau dans les deux sens ;
- une couche de mâchefer de 10 à 15 cm d'épaisseur, de granulométrie 0/31,5[Quoi ?], ou une couche de pouzzolane en 0/20[Quoi ?], permet de stocker l'eau d'arrosage, et de la restituer vers le haut ;
- un empierrage et des tuyaux de drainage.

L'ensemble doit être arrosé abondamment tous les soirs ou tous les matins. La terre battue classique est gélive et, dans les régions de gelée, doit être refaite tous les ans.
Seuls les stades dédiés à de grands tournois sont équipés de bâches pour protéger la terre battue contre les fortes pluies qui peuvent endommager l'aspect de la surface.

## Histoire de la terre battue
On attribue la création des premiers courts en terre battue aux joueurs britanniques Ernest et William Renshaw à Cannes en 1880. Ils avaient constaté que le climat estival de la côte d'Azur était peu favorable à la qualité des courts en gazon qu'ils avaient fait construire deux ans plus tôt. Ils eurent l'idée de les recouvrir d'une poudre rouge obtenue en concassant des pots en terre cuite défectueux provenant des poteries de Vallauris.
Cette invention s'est ensuite répandue en France, en Italie et en Espagne, mais c'est en France qu'elle connaît un fort développement grâce à l'adoption en 1911 de la brique pilée. Sous l'impulsion du paysagiste Charles Bouhana, à la brique pilée s'ajoutent les couches de craon et de mâchefer, inaugurant une terre battue "à la française" utilisée pour la première fois au sein du stade Roland-Garros, construit en 1927-1928, qui comportait à l'origine cinq courts en terre battue. La première finale de coupe Davis sur terre battue y est disputée entre la France et les États-Unis en 1928.

## Pratique du tennis sur terre battue

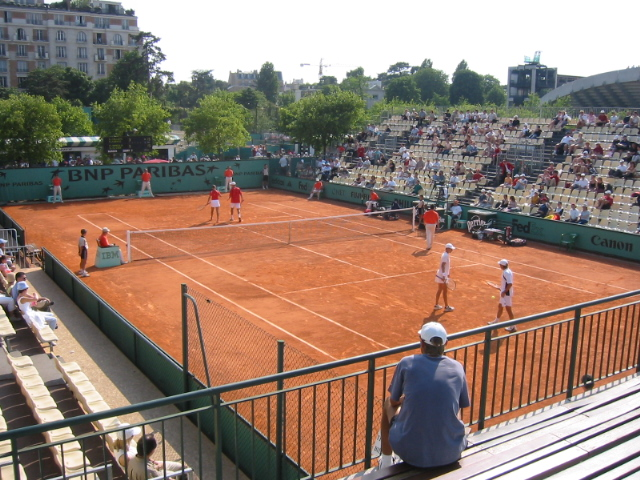
Court secondaire de Roland Garros.

La terre battue est connue pour être l'une des surfaces les plus lentes (comparée à d'autres surfaces telles que le ciment, les résines utilisées sur courts couverts, ou surtout le gazon), ce qui rend la pratique du tennis sur cette surface assez spécifique, notamment au haut niveau. Ainsi chez les joueurs professionnels, la qualification de « spécialiste de la terre battue » est-elle couramment utilisée pour décrire les joueurs qui s'y distinguent particulièrement.
Cette surface a comme particularité d'être très sensible aux effets et le rebond des balles est relativement important (beaucoup plus que sur gazon, sensiblement équivalent sur surface dure). En conséquence, les joueurs employant l'effet lifté sont très nettement avantagés. Les balles soumises au lift sont en effet encore très vives après avoir touché le sol et donc difficilement contrôlables pour l'adversaire. Au contraire, les joueurs offensifs qui montent régulièrement au filet et ceux qui pratiquent un tennis à haut risque sont désavantagés. La surface étant en effet lente, les coups de débordement (volées, frappes « sèches » du fond de court, services puissants à plat) sont moins susceptibles de déborder l'adversaire en peu d'échanges. Les joueurs privilégiant ce type de jeu s'exposent donc davantage aux fautes directes ou aux passing-shots adverses. L'amortie avec effet rétro et le contre pied sont également des plus appréciées sur cette surface. 
Enfin, le dernier point caractéristique de la terre battue réside dans le fait que les appuis sont moins brusques que sur les autres surfaces car le sol n'est pas entièrement stable. Il est par conséquent possible aux joueurs de développer une technique de glissade en bout de course qui leur permet de couvrir plus de terrain et donc d'accroître leurs capacités défensives. Des études récentes de la FFT ont fait classer cette surface en « surface de confort », les problèmes d'usures d'articulations étant moins fréquents que sur les surfaces en dur sur lesquelles les chocs sur les articulations sont de l'ordre de trois fois le poids du corps. En conséquence de ces caractéristiques, les échanges sont généralement plus longs sur terre battue et donc physiquement éprouvants pour les joueurs. Ceci est particulièrement vrai lorsque les joueurs emploient l'effet lifté à outrance, conférant une sécurité plus grande dans leurs coups et limitant ainsi la fréquence des fautes directes.
En ce qui concerne l'arbitrage, la terre battue se révèle intéressante car les balles laissent des marques au niveau de leur point d'impact, ce qui permet d'éviter certaines erreurs de jugement, surtout au niveau professionnel, où la vitesse de jeu est très élevée.
Les Internationaux de France de tennis, tournoi du Grand Chelem, de même que trois Masters 1000 de l'ATP, tels que les tournois de Monte-Carlo, de Rome et de Madrid, se jouent sur cette surface. Aujourd'hui disputés sur ciment dans le stade de Flushing Meadows (depuis 1978), les Internationaux de tennis des États-Unis, ou US Open, se sont disputés de 1975 à 1977 sur terre battue, à Forest Hills, où ils se disputaient jusqu'alors sur gazon. 

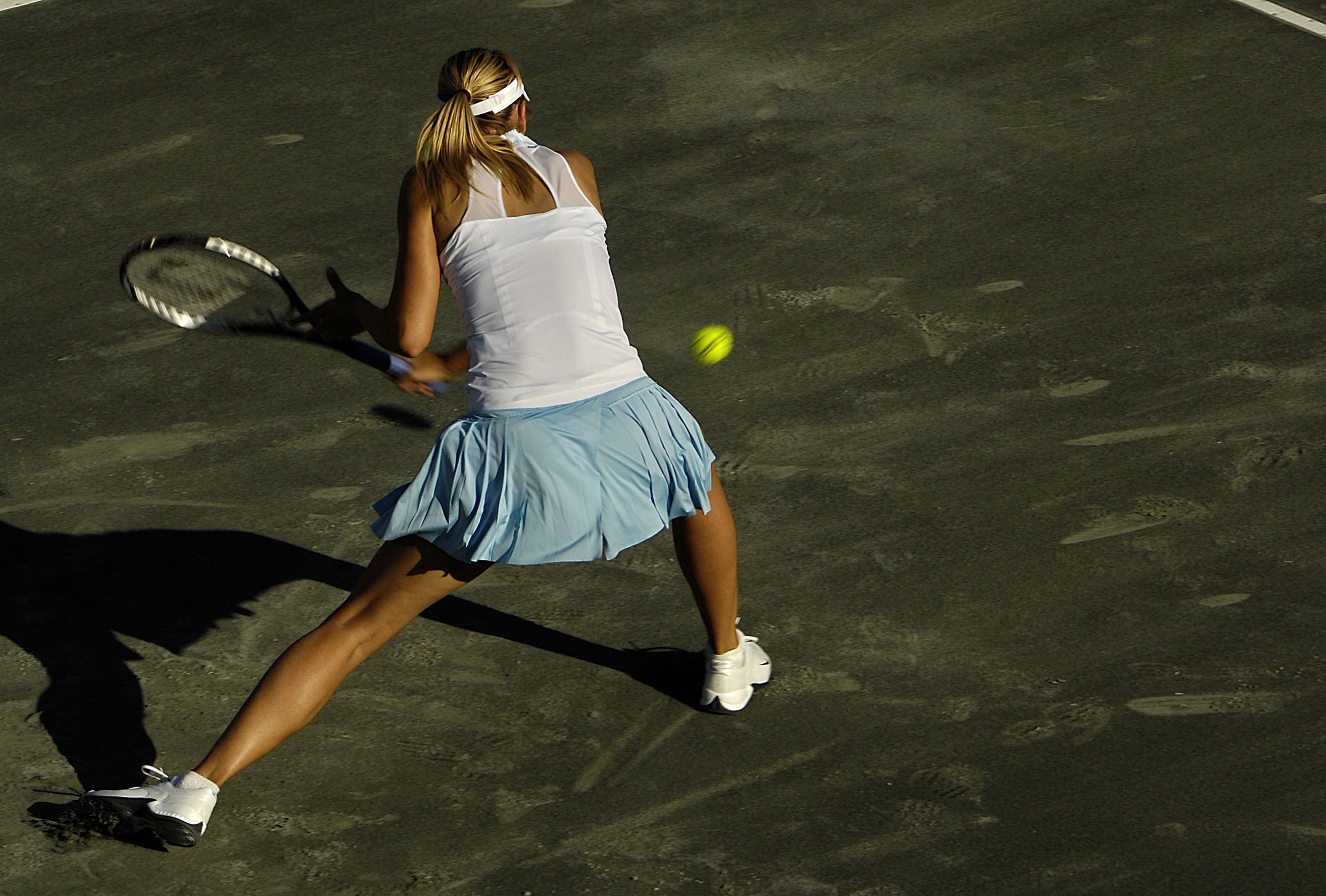
Maria Sharapova en 2008 à la Family Circle Cup se jouant sur Green Clay

Cependant, la terre battue dite « américaine » est de couleur verte alors que la terre battue dite « européenne » (utilisée à Roland-Garros) est ocre. La terre américaine est plus rapide que son homologue et se rapproche un peu plus d'une surface en dur du point de vue des caractéristiques. Par ailleurs, si quelques tournois professionnels, comme le tournoi féminin d'Amelia Island en Floride, se disputent encore sur terre battue « verte », le nombre de tournois disputés sur terre battue européenne est nettement plus important, aussi bien sur le circuit ATP que sur le circuit WTA.

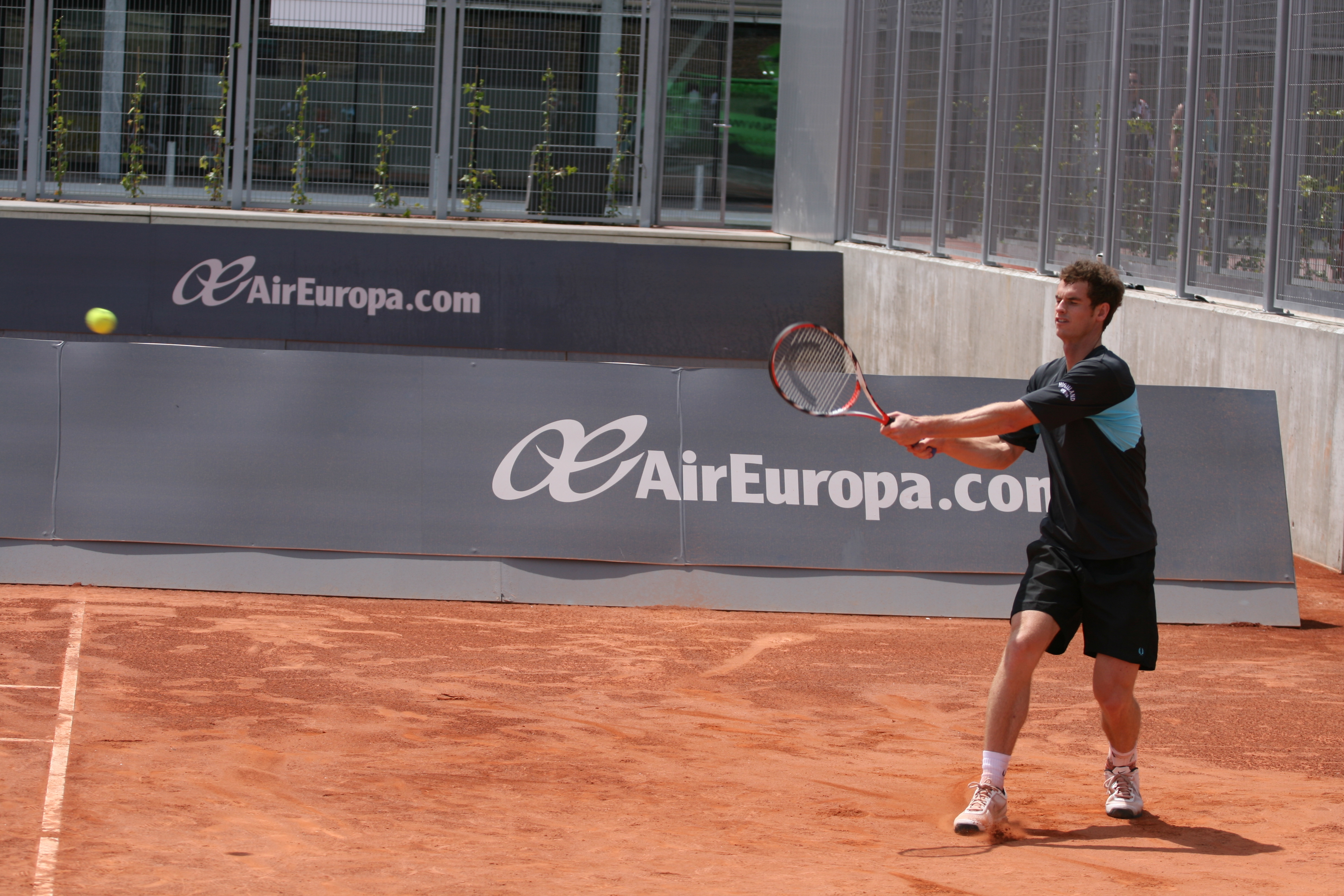
Andy Murray à l'entraînement sur un court en terre battue (Madrid, 2009)

Parmi les spécialistes de la terre battue ayant marqué l'histoire du tennis masculin, on peut citer (liste non exhaustive et sujette à débat, certains de ces joueurs ayant réalisé de grandes performances sur d'autres surfaces que la terre battue…) : Ken Rosewall, Rafael Nadal, Björn Borg (exemple typique prêtant à débat, car s'il fut terriblement dominateur à Roland-Garros entre 1974 et 1981 avec 6 titres sur 8 possibles, il fut aussi un fantastique joueur sur gazon, comme l'attestent ses 5 titres d'affilée à Wimbledon entre 1976 et 1980…), Guillermo Vilas, Mats Wilander, Ivan Lendl (qui fut également un très grand joueur sur surfaces dures), Sergi Bruguera, Jim Courier, Thomas Muster, Carlos Moyà, Albert Costa, Juan Carlos Ferrero, Gustavo Kuerten, etc. Chez les femmes, on peut citer Virginia Ruzici, Arantxa Sánchez Vicario, Justine Henin, Sue Barker, et Francesca Schiavone. En règle générale, les Espagnols et les Sud-Américains excellent sur terre battue car les courts sont en grande majorité de cette surface dans leurs pays.
À l'inverse, plusieurs joueurs majeurs sont connus pour leur faiblesse sur terre battue, tels que John McEnroe, Stefan Edberg, Boris Becker, Pete Sampras. Si tous ces joueurs y ont tout de même obtenu d'excellents résultats (McEnroe et Edberg furent finalistes à Roland-Garros — respectivement en 1984 et 1989 — Becker y fut 3 fois demi-finaliste — 1987, 1989, 1991 — Sampras y fut une fois demi-finaliste en 1996 et remporta plusieurs tournois, dont le tournoi majeur de Rome en 1994, sur cette surface), ils ont en commun de n'avoir jamais remporté les Internationaux de France de tennis tout en ayant par ailleurs pratiquement tout gagné (Wimbledon, US Open, Open d'Australie — sauf pour McEnroe — etc.). 
Roger Federer, quatre fois finaliste en 2006, 2007, 2008 et 2011, remporte Roland-Garros en 2009 et rejoint alors Andre Agassi en tant que seuls joueurs de l'ère Open à avoir gagné tous les tournois du Grand Chelem, sur 4 surfaces différentes. S'y ajoutent depuis Rafael Nadal (vainqueur de l'US Open 2010) et Novak Djokovic (vainqueur de Roland-Garros en 2016).